# Zelliger Vilmos
Zelliger Vilmos (Guilelmus; Zohor (Pozsony megye), 1862. május 27. – Budapest, 1931. december 8.) bölcseleti doktor, katolikus segédlelkész, plébános.

## Családja
Zelliger József kántortanító, később nagyszombati tanítóképző intézeti igazgató és Schilhanek Katalin fia. Zelliger Alajos, Zelliger Arnold, Zoltay Ágoston és Zelliger Aurelia Anastasia Regina bátyja.

## Élete
A gimnáziumot Besztercebányán és Nagyszombatban végezte, egy évig a budapesti egyetemen a bölcseleti tanfolyamot hallgatta, miközben gyorsírási tanári oklevelet nyert. Növendékpapnak fölvétetvén, a teológiát Esztergomban végezte. Pappá szentelték 1884. szeptember 29-én. Már mint szerpap fővárosi hitoktatóvá lett. 1887. szeptember 1-jén Budapest-Terézvárosi segédlelkésszé neveztetett ki. A fővárosi hitoktatók értekezletének jegyzője és pápai káplán volt. 1892 és 1895 között a VI. kerületi állami főreáliskola hittanáraként működött. 1892. március 12-én a Szent István Társulat kebelében működő tankönyvbíráló bizottság tagja, 1893. október 28-tól kánonjogdoktor volt, 1896-ben kiküldték a népiskolai hittani tanterv revíziójára. 1915-ben Budapest–Krisztinavárosban lett plébános, 1922-ben paradicsomvölgyi címzetes apát, 1926-ban pápai prelátus. A Szent István Társulat tudományos és irodalmi osztályának, majd 1915-ben az intézmény I. osztályú tagja lett. 1925–30-ben tagja volt a budapesti törvényhatósági bizottságnak.

## Írásai
1888 júniusától óta a Népnevelő tanügyi hetilapnak főmunkatársa, 1892 szeptemberétől óta felelős szerkesztője volt. A Pallas Nagy Lexikonában a görög egyházat illető cikkeket irta. Számos cikket, értekezést, könyvbírálatot közölt Boldogfalvi, Mester sat. nevek alatt különböző lapokban és folyóiratokban. A katholikus Hitoktatásban számos bibl. és katech. mintaleckéje jelent meg és a lapban kifejtett tevékenységeért pályadíjjal tüntették ki. Írt a Nagyszombati Hetilapba (1880); a Népiskolai Tanügyi Figyelőbe (1881), a Népnevelőbe (1884. 1887), a Religióba (1887 Miképen segíthetik elő az egyházi férfiak a kath. sajtó terjedését és emelhetik belső tartalmát?), a Függetlenségbe (1887. 222. sz. A zsidókérdés megoldása, 259. sz. A herczegprimási könyvtár), a kath. Hitoktatásba (1888. szept. okt.), a Ker. Magyarországba (1889. 33. sz. A zsidók története az iskolában) és a Magyar Államba sat.

## Művei
- Pozsonymegye tantestülete IX., 1880. jún. 7. 8. Pozsonyban tartott nagygyűlés beszédjei és határozatai. Nagyszombat, 1880
- Királyi kegyelet nemzetünk nagyjai iránt... Bpest, év n. (Többekkel. A fővárosban emelt tíz szobor emlékére, arczképekkel.)
- A kath. hit- és erkölcstan tananyag beosztása a székes-főváros elemi és polgári iskoláiban... Bpest. 1897 (többekkel)
- Üdvösség útja . . . Oktató és imádságos könyv felnőttebb r. kath. leányok számára. Bpest, 1899 (Papanek Ferenczczel)
- A titokteljes asszony. (16 májusi szentbeszéd). Idegen kútfőkböl. Bpest, 1902
- Májusi virágok. Tizenhat szent beszéd. Idegen kútfők után. Bpest, 1903
- Máriaképek. (Tizenhat májusi szent beszéd. Idegen kútfők után. Bpest, 1904
- Máriaünnepek. (Tizenhat májusi szent beszéd.) Idegen Kútfőkből összeállította. Bpest, 1906
- Földrajz polg. leányiskolák I. osztálya számára. I. kötet Magyarország. Írta Schultz Imre. Az új püspöki tanterv alapján átdolgozta. Számos szövegképpel Harmadik kiadás. Bpest. 1909

## Álnevei
Boldogfalvi, Falvi és B-i. (A Magyar Államban, Új Magyar Sionban, Függetlenségben sat.)